# 杉興運
杉 興運（すぎ おきかず／おきゆき）は、戦国時代の武将。周防国・長門国を本拠とする大内氏の家臣。杉興長（おきなが）の子、応永の乱で活躍した杉豊後入道重運の子孫。｢興｣の字は父同様、大内義興から偏諱を賜ったものである。

## 生涯
周防国の大名・大内義隆（義興の子）に仕えて、筑前の守護代を務めた。居城は若杉山城主。
1513年時点では興長が挙状を発給している。
享禄3年（1530年）には義隆の命を受けて大内軍を率いて少弐資元を攻めるが（田手畷の戦い）、資元の家臣であった龍造寺家兼の機略の前に一敗地にまみれた。その後も大友氏などと交戦し、北九州の大内軍を任されていたと言う。
天文19年（1550年）7月17日、従五位下に叙位(この時点で豊後守)、22日に太宰権少弐となる(『大内義隆記』『大内義隆記』の異本では「太宰少弐」)。
天文20年（1551年）、陶隆房（のちの晴賢）が謀反を起こした際には大内義隆に従ったが、義隆が大寧寺で自害した後、自身も九州糟屋浜において義隆に殉じて自害したという記録と、陶軍と戦い討ち死にした記録と、義隆と同行し共に切腹した記録があり、定かではない。